# Laccophilus shephardi
Laccophilus shephardi är en skalbaggsart som beskrevs av Omer-cooper 1965. Laccophilus shephardi ingår i släktet Laccophilus och familjen dykare. Inga underarter finns listade i Catalogue of Life.